# Seven Devils Moonshine
Seven Devils Moonshine è un box-set di 5 dischi della band epic metal newyorkese Virgin Steele.
- 3 dischi contengono 3 nuovi album ("Ghost Harvest - Vintage I - Black Wine for Mourning", "Ghost Harvest - Vintage II - Red Wine for Warning", "Gothic Voodoo Anthems").
- 2 dischi contengono la ristampa delle raccolte Hymns to Victory e The Book of Burning precedentemente pubblicate nel 2002.

Il confanetto è stato pubblicato nel 2018 dall'etichetta SPV/Steamhammer.

## Tracce

### CD 1 “Ghost Harvest (The Spectral Vintage Sessions)” Vintage 1 – Black Wine For Mourning (nuovo album)
1. Seven Dead Within
2. Green Dusk Blues
3. Psychic Slaughter
4. Bonedust (Orchestral Version)
5. Hearts On Fire
6. Child Of The Morning Star
7. Murder In High-Gloss Relief
8. Feral
9. Justine
10. Princess Amy
11. Wicked Game
12. Clouds Of Oblivion Medley: Little Wing
13. Clouds Of Oblivion Medley: The Gods Don’t Remember…

### CD 2 “Ghost Harvest (The Spectral Vintage Sessions)” Vintage 2 – Red Wine For Warning (nuovo album)
1. The Evil In Her Eyes (Piano & Vocal Version)
2. Feelin’ Alright
3. Sister Moon
4. Summertime Darkness Suite: Sweating Into Dawn
5. Summertime Darkness Suite: Summertime
6. Summertime Darkness Suite: Black Leaves Swirl Down My Street
7. Rip Off
8. The Gods Are Hungry Triptych: The Gods Are Hungry Poem
9. The Gods Are Hungry Triptych: The Poisoned Wound
10. The Gods Are Hungry Triptych: The Birth Of Beauty
11. Profession Of Violence…
12. Rock Steady
13. Nutshell
14. Slow & Easy “Intro”
15. Jesus Just Left Chicago
16. Late Night Barroom Hoodoo Medley: Soul Kitchen
17. Late Night Barroom Hoodoo Medley: When The Music’s Over
18. Late Night Barroom Hoodoo Medley: Crawling King Snake
19. Late Night Barroom Hoodoo Medley: When The Music’s Over “Reprise”
20. Imhullu
21. The Drained White Suite: After Dark
22. The Drained White Suite: Wake The Dead
23. The Drained White Suite: The Graveyard Dance
24. The Triple Goddess
25. Twilight Of The Gods (Live Acoustic Rehearsal Version)
26. Transfiguration (Live Acoustic Rehearsal Version)

### CD 3 “Gothic Voodoo Anthems” (nuovo album)
1. I Will Come For You (Orchestral Version)
2. Queen Of The Dead (Orchestral Version)
3. The Orpheus Taboo (Orchestral Version)
4. Kingdom Of The Fearless (The Destruction Of Troy) (Orchestral Version)
5. The Black Light Bacchanalia (Orchestral Version)
6. Zeus Ascendant
7. By The Hammer Of Zeus (And The Wrecking Ball Of Thor) (Orchestral Version)
8. The Gothic Voodoo Suite: Rumanian Folk Dance No. 3 “Pe Loc”
9. The Gothic Voodoo Suite: Delirium “Excerpt”
10. The Gothic Voodoo Suite: Snakeskin Voodoo Man (Orchestral Version)
11. The Enchanter
12. The Fire & Ice Medley: Bone China
13. The Fire & Ice Medley: No Quarter
14. The Fire & Ice Medley: Bone China “Reprise”
15. Passion In The French Quarter Medley: Chloe Dancer
16. Passion In The French Quarter Medley: Gentle Groove
17. Darkness-Darkness
18. Death Letter Blues
19. Spoonful

### CD 4 “Hymns To Victory” (ristampa)
1. Flames Of Thy Power (From Blood They Rise)
2. Through The Ring Of Fire
3. Invictus
4. Crown Of Glory (Unscarred) (In Fury Mix)
5. Kingdom Of The Fearless (The Destruction Of Troy)
6. The Spirit Of Steele (Acoustic Version)
7. A Symphony Of Steele (Battle Mix)
8. The Burning Of Rome (Cry For Pompeii)
9. I Will Come For You
10. Dust From The Burning & Amaranth (Orchestral Versions) (Bonus Tracks)
11. Noble Savage (Long Lost Early Mix)
12. Mists Of Avalon
13. Emalaith

### CD 5 “The Book Of Burning” (ristampa)
1. Conjurtion Of The Watcher
2. Don’t Say Goodbye (Tonight)
3. Rain Of Fire
4. Annihilation
5. Hellfire Woman
6. Children Of The Storm
7. The Chosen Ones
8. The Succubus
9. Minuet In G Minor
10. The Redeemer
11. I Am The One
12. Hot And Wild
13. Birth Through Fire
14. Guardians Of The Flame
15. The Final Days
16. A Cry In The Night
17. Queen Of The Dead (Nordic Twilight Version) (Bonus Track)

## Formazione
- David DeFeis - voce
- Edward Pursino - chitarra
- Joshua Block - chitarra, basso